# Khadija Shaw
Khadija Monifa „Bunny“ Shaw (* 31. Januar 1997 in Spanish Town) ist eine jamaikanische Fußballspielerin, die seit 2021 bei Manchester City W.F.C. unter Vertrag steht.

## Karriere

### Verein
Shaw besuchte zunächst das Navarro College in Corsicana, Texas. Ab 2015 spielte sie zwei Jahre für die ESFC Titans des Eastern Florida State College, bevor sie zu den Tennessee Volunteers wechselte. In der Saison 2018 war sie mit zehn Treffern beste Torschützin ihres Teams und wurde zur Offensivspielerin des Jahres in der Southeastern Conference gewählt. Außerdem wurde sie von der britischen Tageszeitung The Guardian aufgrund ihrer „persönlich tragischen Biographie“ als Fußballspieler des Jahres 2018 ausgezeichnet.  Shaw entschloss sich, nicht am Draft zur National Women’s Soccer League teilzunehmen, um einen Profivertrag in Europa oder Asien zu bekommen.
Im Juni 2019 unterschrieb sie einen Zweijahresvertrag beim französischen Erstligisten Girondins Bordeaux. Dort wurde sie an der Seite von Viviane Asseyi und Ouleymata Sarr auf Anhieb zur Stammspielerin, bestritt in der durch die Coronavirus-Pandemie verkürzten Saison 15 der 16 Punktspiele und steuerte zum dritten Platz der Girondines im Abschlussklassement zehn Treffer bei. In ihrer zweiten Spielzeit in Frankreich hatte sie am Ende der Hinrunde sogar bereits 14 Torerfolge bei elf Einsätzen zu Buche stehen und war am Saisonende mit 22 Treffern Torschützenkönigin der Division 1. Anschließend wechselte sie zu Manchester City W.F.C.
2024 wurde sie für den Ballon d’Or féminin nominiert.

### Nationalmannschaft
Im Alter von 14 Jahren lief Shaw erstmals für die jamaikanische U-15 auf, seit 2015 kommt Shaw für die jamaikanische Fußballnationalmannschaft der Frauen zum Einsatz. Bei der Qualifikation zur Fußball-Weltmeisterschaft der Frauen 2019 in Frankreich war Shaw mit 19 Treffern in zwölf Spielen beste Torschützin der Reggae Girlz, denen erstmals die Qualifikation zur Weltmeisterschaft gelang.